# Similitud química
Similitud química (o similitud molecular) hace referencia a la semejanza de elementos, moléculas o compuestos químicos con respecto a cualquiera de sus características estructurales o funcionales, es decir, se refiere a la semejanza de dos o más sustancias en relación con el efecto que tengan sobre elementos reactivos, ya sea en un contexto orgánico, inorgánico,  biológico o de otro tipo.
La similitud química es uno de los conceptos más importantes en la quimioinformática. En efecto, desempeña un papel importante en los enfoques modernos para varias cuestiones, tales como la predicción de las propiedades de los compuestos químicos o el diseño de productos químicos con un conjunto predefinido de propiedades. También es especialmente importante en la realización de estudios de diseño de drogas por medio análisis de grandes bases de datos que contienen estructuras químicas disponibles o potencialmente disponibles.
Estos estudios se basan en el principio de similitud de Johnson y Maggiora, que sostiene que los compuestos similares tienen propiedades similares.

## Mediciones de similitud química
La similitud química a veces es descrita como el inverso de una medición de distancia en un espacio descriptivo. La medición de distancias puede ser clasificada en distancia euclidiana y no euclidiana dependiendo si se cumple la desigualdad triangular.